# Lista cartierelor și suburbiilor Belgradului
Belgradul, capitala Serbiei, este împărțit în șaptesprezece comune (municipalități), dintre care zece sunt urbane și șapte sub-urbane (rurale):

## Barajevo
Suburban:
| - Arnajevo - Baćevac - Barajevo - Beljina - Boždarevac | - Dražanovac - Dubrave - Gaj - Glumčevo Brdo - Guncati | - Karaula - Lisović - Manić - Meljak - Nenadovac | - Pajšuma - Rašića Kraj - Ravni Gaj - Rožanci - Srednji Kraj | - Stara Lipovica - Suva Šuma - Šiljakovac - Taraiš - Trebež | - Veliki Borak - Vitkovica - Vranić |

## Čukarica
Urban:
| - Ada Ciganlija - Azbestno Naselje - Banovo Brdo - Bele Vode - Careva Ćuprija | - Cerak - Cerak II - Cerak Vinogradi - Čukarica - Čukarička Padina | - Filmski Grad - Golf Naselje - Julino Brdo - Košutnjak - Makiš | - Novi Železnik - Orlovača - Repište - Rupčine - Stari Cerak | - Sunčana Padina - Žarkovo - Žarkovo Selo - Železnik - Železnik Selo |

Suburban:
| - Gorica - Ostružnica | - Pećani - Rucka | - Rušanj - Sremčica | - Umka - Velika Moštanica |

## Grocka
Suburban:
| - Begaljica - Belo Brdo - Boleč - Brestovik | - Dražanj - Grocka - Kaluđerica - Kamendol | - Leštane - Leštane Novo Naselje - Pudarci - Radmilovac | - Ritopek - Strnjike - Umčari - Vinča | - Vrčin - Zaklopača - Živkovac |

Neighbourhoods of Kaluđerica:
| - Čardak - Klenak | - Moravac - Novo Naselje | - Stara Kaluđerica - Tri Tiganja |

Neighbourhoods of Vrčin:
| - Avramovići - Bajića Kraj - Carino Naselje - Cerje | - Donja Mala - Feroplast - Gornja Mala | - Jankovići - Malo Polje - Orlovica | - Pobrđani - Ravnine - Tranšped |

## Lazarevac
Suburban:
| - Arapovac - Barzilovica - Baroševac - Bistrica - Brajkovac - Burovo | - Čibutkovica - Cvetovac - Dren - Dudovica - Junkovac - Kruševica | - Lazarevac - Leskovac - Lukavica - Mali Crljeni - Medoševac - Mirosaljci | - Petka - Prkosava - Rudovci - Sokolovo - Šopić - Stepojevac | - Strmovo - Stubica - Šušnjar - Trbušnica - Veliki Crljeni - Vrbovno | - Vreoci - Zeoke - Županjac |

## Mladenovac
Suburban:
| - Amerić - Baljevac - Beluće - Crkvine | - Dubona - Granice - Jagnjilo - Koraćica | - Kovačevac - Mala Vrbica - Markovac - Međulužje | - Mladenovac - Mladenovac Selo - Pružatovac - Rabrovac | - Rajkovac - Senaja - Šepšin - Velika Ivanča | - Velika Krsna - Vlaška - Vrbovno |

## Novi Beograd
Urban:
| - Ada Međica - Airport City Belgrade - Bežanija - Bežanijska Kosa - Blokovi | - Delta City - Dr Ivan Ribar - Fontana - Ledine | - Mala Ciganlija - Novi Beograd - Paviljoni - Savograd - Savski Nasip | - Staro Sajmište - Studentski Grad - Tošin Bunar - Univerzitetsko Selo - Ušće |

## Obrenovac
Suburban:
| - Baljevac - Barič - Belo Polje - Brgulice - Brović | - Draževac - Dren - Grabovac - Jasenak - Konatice | - Krtinska - Ljubinić - Mala Moštanica - Mislođin - Obrenovac | - Orašac - Piroman - Poljane - Ratari - Rvati | - Skela - Stubline - Trstenica - Urovci - Ušće | - Veliko Polje - Vukićevica - Zabrežje - Zvečka |

## Palilula
Urban:
| - Ada Huja - Blok Braća Marić - Blok Branko Momirov - Blok Grga Andrijanović - Blok Sava Kovačević - Blok Sutjeska - Blok Zaga Malivuk - Bogoslovija | - Ćalije - Čaplja - Deponija - Dunav City - Dunavski Venac - Hadžipopovac - Karaburma - Karaburma II - Karaburma-Dunav | - Kotež - Kožara - Krnjača - Lešće - Mika Alas - Nova Karaburma - Paliula - Partizanski Blok - Profesorska Kolonija | - Reva - Rospi Ćuprija - Stara Karaburma - Tašmajdan - Viline Vode - Vilingrad - Višnjica - Višnjička Banja - Višnjičko Polje |

Suburban:
| - Besni Fok - Borča - Dunavac - Glogonjski Rit | - Jabučki Rit - Kovilovo - Ovča - Padinska Skela | - Preliv - Sebeš (Ovčanski) - Slanci - Široka Bara | - Široka Greda - Veliko Selo - Vrbovski |

Neighbourhoods of Borča:
| - Atovi - Borča Greda - Borča I or Centar I - Borča II or Centar II - Borča III or Centar III - Borča IV or Centar IV | - Borča V or Centar V - Borčanski Sebeš - Crvenka - Guvno - Irgot - Mali Zbeg | - Mokri Sebeš - Nova Borča - Popova Bara - Pretok - Sebeš - Sivi Dom | - Slatina - Stara Borča - Vihor - Zrenjaninski Put |

Neighbourhoods of Padinska Skela:
| - Industrijsko Naselje | - Novo Naselje | - Srednje Naselje | - Staro Naselje | - Tovilište |

## Rakovica
Urban:
| - Jelezovac - Kanarevo Brdo - Kijevo - Kneževac | - Labudovo Brdo - Miljakovac - Miljakovac I - Miljakovac II | - Miljakovac III - Petlovo Brdo - Pionirski Grad - Rakovica | - Resnik - Skojevsko Naselje - Straževica - Sunčani Breg | - Vidikovac - Vidikovačka Padina |

## Savski Venac
Urban:
| - Bara Venecija - Dedinje - Diplomatska Kolonija - Gospodarska Mehana | - Jatagan Mala - Karađorđev park - Lisičji Potok - Mostarska Petlja | - Prokop - Savamala - Senjak - Stadion | - Topčider - Topčidersko Brdo - Zapadni Vračar - Zeleni Venac |

## Sopot
Suburban:
| - Babe - Drlupa - Dučina | - Đurinci - Guberevac - Mala Ivanča | - Mali Požarevac - Nemenikuće - Parcani, Sopot | - Popović - Ralja - Rogača | - Ropočevo - Sibnica - Slatina | - Sopot - Stojnik |

## Stari Grad
Urban:
| - Andrićev Venac - Dorćol - Jalija - Jevremovac | - Kalemegdan - Kopitareva Gradina - Kosančićev Venac - London | - Skadarlija - Stari Grad - Studentski Trg - Terazije | - Terazijska Terasa - Trg Nikole Pašića - Trg Republike - Palas (Hotel Palace) |

## Surčin
Suburban:
| - Bečmen - Boljevci |  | - Dobanovci - Jakovo | - Ključ - Progar | - Petrovčić - Radio Far | - Stremen - Surčin |

## Voždovac
Urban:
| - Autokomanda - Banjica - Banjica II - Braće Jerković (II and III) - Dušanovac | - Jajinci - Kumodraž - Kumodraž I - Kumodraž II - Lekino Brdo | - Mala Utrina - Marinkova Bara - Medaković (I, II and III) - Pašino Brdo - Selo Rakovica | - Siva Stena - Šumice - Torlak - Trošarina - Voždovac |

 Suburban:
| - Beli Potok - Bubanj Potok | - Gaj - Pinosava | - Ripanj - Stepin Lug | - Šuplja Stena - Zuce |

Neighbourhoods of Ripanj:
| - Bela Reka - Bela Zemlja | - Brđani - Čaršija | - Kablar - Kolonija | - Prnjavor - Stepašinovac | - Stražarija - Trešnja |

## Vračar
Urban:
| - Crveni Krst - Cvetni Trg - Čubura | - Englezovac - Istočni Vračar - Gradić Pejton | - Grantovac - Kalenić - Krunski Venac | - Neimar - Savinac - Slavija | - Vračar |

## Zemun
Urban:
| - Altina - Bački Ilovik - Batajnica - Crveni Barjak - Ćukovac - Donji Grad - Franjine Rudine - Galenika - Gardoš - Gornji Grad | - Goveđi Brod - Jelovac - Kalvarija - Kamendin - Kolonija Zmaj - Lido - Mala Pruga - Malo Ratno Ostrvo - Marija Bursać - Meandri | - Muhar - Nova Galenika - Novi Grad - Plavi Horizonti - Retenzija - Sava Kovačević - Sutjeska - Šangaj - 13. Maj - Veliko Ratno Ostrvo | - Vojni Put - Vojni Put I - Vojni Put II - Zemun - Zemun Bačka - Zemun Polje - Zemunski Kej - Železnička Kolonija |

Suburban:
| - Busije | - Grmovac | - Ugrinovci |

## Zvezdara
Urban:
| - Bulbuder - Crveni Krst - Cvetanova Ćuprija - Cvetkova Pijaca - Denkova Bašta - Đeram - Konjarnik - Konjarnik I - Konjarnik II | - Konjarnik III - Lion - Lipov Lad - Mali Mokri Lug - Mirijevo - Mirijevo II - Mirijevo III - Mirijevo IV | - Novo Mirijevo - Orlovsko Naselje - Padina - Rudo - Slavujev Venac - Staro Mirijevo - Učiteljsko Naselje | - Veliki Mokri Lug - Vukov Spomenik - Zeleno Brdo - Zvezdara - Zvezdara II |

## Vezi și
- Subdiviziunile Belgradului